# Mariage de l'infant Juan d'Espagne et de la princesse María de las Mercedes des Deux-Siciles
Le mariage de l'infant Juan d'Espagne et de la princesse María de las Mercedes des Deux-Siciles se déroule le 12 octobre 1935, à Rome, en Italie.
L'infant Juan, fils cadet du roi Alphonse XIII et alors héritier de la prétention au trône espagnol, fait vraiment connaissance avec la princesse María de las Mercedes, fille du prince Charles des Deux-Siciles, à Rome. La relation du jeune couple commence au cours de l'année 1935 à la suite du mariage de l'infante Béatrice, sœur aînée de Juan.
Le mariage, qui se déroule dans la capitale italienne, donne lieu à des festivités qui s'étalent entre le 10 et le 12 octobre 1935. L'organisation des noces donne lieu à des tentatives d'instrumentalisation de la part des monarchistes « alphonsistes ». Parmi eux, quelque 1 000 Espagnols font le voyage pour assister à l'union de celui qu'ils considèrent comme le prince des Asturies.
Peu après le mariage, le couple princier quitte l'Italie pour une lune de miel de six mois, qui le conduit notamment dans différentes régions d'Amérique du Nord et d'Extrême-Orient.

## Rencontre et fiançailles de Juan et María de las Mercedes

### Un mariage aux enjeux politiques importants
Depuis 1933 et les renonciations au trône de ses deux frères aînés, les princes Alphonse et Jacques-Henri, tous deux atteints de maladies incurables, don Juan est l'héritier du roi déposé Alphonse XIII d'Espagne, qui s'est installé en Italie peu après la proclamation de la république en 1931. Don Juan semble, en outre, en passe d'être reconnu héritier du trône par les carlistes. Le 12 septembre 1931, son père et le prétendant Jacques de Bourbon ont en effet signé une convention allant dans le sens d'une réunification des courants monarchistes espagnols. Cependant, la mort inopinée du prince Jacques et son remplacement à la tête du mouvement carliste par le prétendant Alphonse-Charles rend la réconciliation plus difficile.

### Rencontres et rapprochement du couple
C'est le 14 janvier 1935, lors du mariage de l'infante Béatrice avec le prince Alessandro Torlonia, que don Juan et la princesse María de las Mercedes des Deux-Siciles font connaissance à la villa Torlonia, à Rome. Les deux jeunes gens passent alors une grande partie de leur temps à danser. Avant cet événement, le roi Alphonse XIII semble avoir envisagé d'unir son héritier à la princesse Marie-Françoise de Savoie, afin de renforcer les liens de sa dynastie avec l'Italie mussolinienne.
Juan et María de las Mercedes sont de proches parents et leur union s'inscrit pleinement dans les règles de succession au trône d'Espagne. Tous deux appartiennent à la maison capétienne de Bourbon, par les branches d'Espagne et de Sicile. De plus, le père de María de las Mercedes, l'infant Charles, a épousé en premières noces l'infante María de las Mercedes, tante de Juan. La jeune fille ayant grandi en Espagne, les deux jeunes gens se sont donc toujours plus ou moins fréquentés.
Cependant, don Juan semble d'abord avoir été plus attiré par la princesse María de la Esperanza, sœur cadette de María de las Mercedes,,. Il reste que, selon le biographe Luis Suárez, il existe bien de l'amour entre Juan et María de las Mercedes.

### Demande en mariage
Après le mariage de l'infante Béatrice, don Juan demande à María de las Mercedes la permission de lui écrire et les deux jeunes gens entament une correspondance régulière. Conscient des enjeux entourant sa position, don Juan décide de demander la main de sa cousine. María de las Mercedes sollicite alors le consentement de son père mais l'infant Charles, qui ne voit en don Juan qu'un coureur de jupons, écrit à son futur gendre pour lui enjoindre de clarifier ses intentions. L'intervention d'Alphonse XIII permet d'arranger la situation et la demande en mariage a finalement lieu le 21 mars 1935. Don Juan écrit dans ses mémoires : 
« Me gustó, me enamoré de ella y ya cuando, a los pocos días, la acompañé al tren, le pedí autorización para escribirle (…). Pensé que, habiendo acertado en la elección, tenía que apresurar el noviazgo (…). Volví a ver a mi novia en París. Entonces se prepararon los detalles de la boda. »
« Elle m’a plu, je suis tombé amoureux d’elle et quand, quelques jours plus tard, je l’ai accompagnée jusqu’au train, je lui ai demandé la permission de lui écrire (…). J’ai pensé que, ayant fait le bon choix, je devais hâter les fiançailles (…). J’ai revu ma fiancée à Paris. On a alors préparé les détails du mariage. »
Le biographe Luis Suárez précise que les deux jeunes gens passent également quelque temps ensemble à Cannes durant l'été 1935.

### Tentatives d'instrumentalisation du mariage
Conscients que l'une des conditions au rapprochement des deux courants monarchistes espagnols est liée au mariage de don Juan avec une jeune fille de son milieu, le prince et son père se rendent auprès du prétendant carliste Alphonse-Charles le 23 août 1935. Les deux hommes cherchent ainsi à reprendre les discussions devant mener à la réunification des royalistes, sans succès.
En Espagne même, l'annonce des fiançailles du prince héritier conduit une partie des « alphonsistes » de Rénovation espagnole à pousser le roi déchu à renoncer à ses droits sur le trône au profit de don Juan. Cependant, Alphonse XIII refuse catégoriquement cette perspective. Peu avant le mariage, le 10 octobre 1935, les Espagnols descendus à l'Hôtel Excelsior de Florence donnent un grand déjeuner en l'honneur des futurs mariés. Eugenio Vegas Latapié prévoit alors d'organiser un hommage appuyé au jeune prince afin de marquer publiquement le soutien d'Acción Española à celui qu'il consdière comme le nouveau prétendant. Cependant, don Juan est pris d'un accès de fièvre (officiellement dû à une maladie contractée alors qu'il était marin) et il ne se présente pas au repas.

## Déroulement

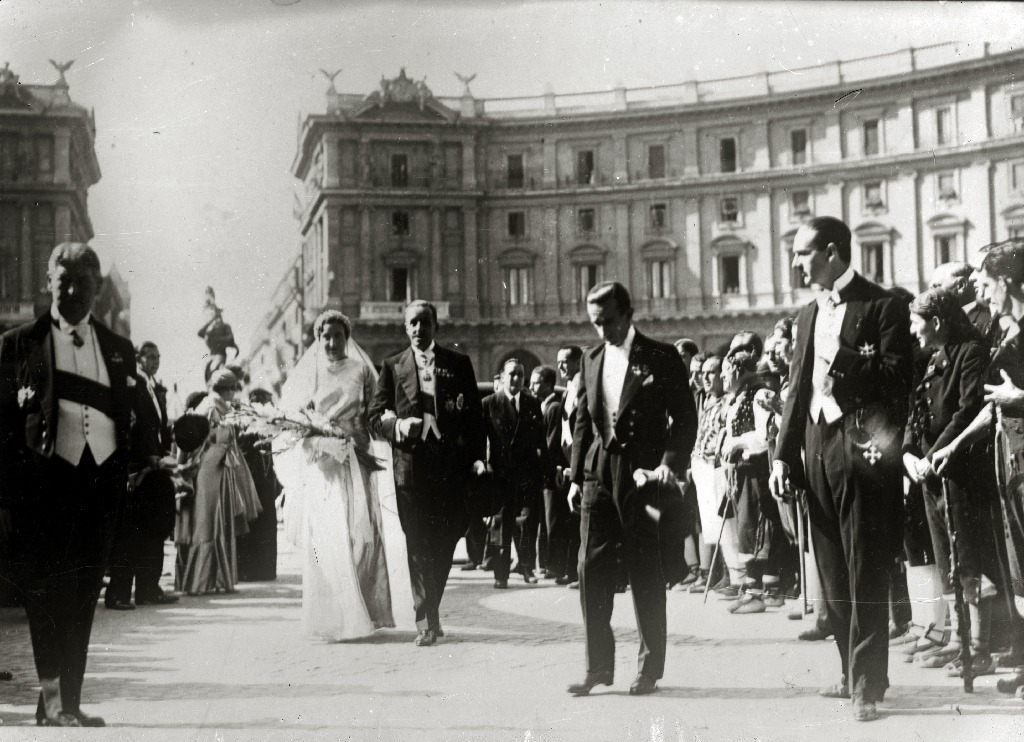
Selon la tradition espagnole, le roi Alphonse XIII conduit sa future belle-fille jusqu'à l'autel.

L'union se déroule le 12 octobre 1935, jour de fête nationale en Espagne,. La cérémonie est célébrée en la basilique Santa Maria degli Angeli e dei Martiri, située à Rome, qui a été entièrement décorée de fleurs rouges et jaunes (couleurs traditionnelles de l'Espagne) et dont l'autel est orné d'une image de la Vierge du Pilier pour l'occasion.
Selon Pilar Eyre (es), près de 10 000 Espagnols vêtus de costumes traditionnels seraient venus d'Espagne pour assister aux noces. Cependant, il est plus probable que seuls 1 000 Espagnols aient réellement fait le voyage.
La mère de Juan n'est pas présente aux noces. En effet, l'ancienne reine Victoire-Eugénie d'Espagne refuse de revoir son mari et n'assiste donc pas aux mariages de ses enfants,,. Par conséquent, Juan entre dans la basilique au bras de sa sœur l'infante Cristina.
À 11 heures, l'automobile transportant le roi Alphonse XIII et la princesse María de las Mercedes arrive devant la basilique. La mariée porte une robe confectionnée par la maison Worth, ainsi qu'un voile en tulle et en dentelle ayant appartenu à la reine Marie-Christine, maintenu sur sa tête par une couronne en fleurs d'oranger.
Réalisée selon la coutume autrichienne, la cérémonie est conduite par l'archevêque de Florence, Elia Dalla Costa,. Les témoins de don Juan sont son frère l'infant Jacques-Henri, duc de Ségovie et d'Anjou, ainsi que son oncle le prince Ferdinand de Bavière. Les témoins de María de las Mercedes sont ses deux frères, les princes Alphonse, duc de Calabre, et Charles,,. Lors du consentement, Juan sollicite l'accord de son père avant de dire oui, conformément à la tradition monarchique. Une fois la cérémonie terminée, les mariés sortent de la basilique au son de la Marcha Real, alors interdite en Espagne par les autorités républicaines.
À l'issue de la cérémonie, Juan et María de las Mercedes se rendent avec leurs familles respectives au Vatican, où ils sont reçus en audience par le pape Pie XI durant quinze minutes,. Un banquet nuptial est ensuite servi aux convives au Grand Hôtel de Rome.

## Couverture médiatique
La presse mondiale traite abondamment du mariage de don Juan et María de las Mercedes dans ses colonnes. Cependant, les journaux espagnols, eux, ne couvrent presque pas la cérémonie, tant le gouvernement de la République soumet la presse à une censure rigoureuse. Seul le journal monarchiste ABC consacre sa une à l'événement mais évite, autant que faire se peut, d'évoquer l'ancien roi Alphonse XIII,.

## Cadeaux de mariage
Pour célébrer cette union, Alphonse XIII offre à sa future belle-fille une série de joyaux : María de las Mercedes reçoit ainsi un total de 16 pièces, dont beaucoup ont été héritées des différentes reines d'Espagne. L'infante Eulalie de Bourbon fait présent de boucles d'oreilles à María de las Mercedes et de miniatures à don Juan.
Le duc de la Torre fait cadeau aux jeunes mariés d'une Bentley, qu'ils utilisent pour se rendre au Vatican après leur cérémonie de mariage.
De nombreux autres cadeaux sont offerts par des monarchistes espagnols. Francisco Franco fait ainsi un don de 300 pesètes, somme non négligeable à l'époque.

## Postérité

### Voyage de noces
Après leur mariage, don Juan et María de las Mercedes partent pour un voyage de noces de six mois, financé par Alphonse XIII. Le couple passe les premiers jours de sa lune de miel à Tivoli et se rend ensuite à Paris où, avec le souverain déchu, il prépare l'itinéraire de son voyage.
Celui-ci commence à Cherbourg, où les jeunes mariés embarquent à bord du Bremen pour un tour du monde qui les conduit d'abord aux États-Unis. Après leur arrivée à New York, ils passent quelques jours en compagnie du comte et de la comtesse de Covadonga, qui leur offrent un magnifique banquet dans un restaurant espagnol. Ils se rendent ensuite tour à tour à Philadelphie, à Washington, à Détroit, à Chicago, à Minneapolis, à San Francisco ou encore à Seattle. En Californie, le couple fréquente de nombreuses stars de Hollywood, telles que Myrna Loy, Gary Cooper, Clark Gable ou Laurence Olivier.
Les jeunes mariés poursuivent leur voyage au Canada, où ils se rendent aux chutes du Niagara, à Vancouver, à Montréal puis à Toronto. María de las Mercedes s'y fait voler ses bijoux, parmi lesquels un bracelet offert par le roi Alphonse XIII. En dépit de cette déconvenue, don Juan et María de las Mercedes quittent le continent américain pour gagner l'Extrême-Orient. Ils se rendent ainsi au Japon, en Chine, en Corée, en Indochine, à Singapour, au Cambodge, en Malaisie, à Ceylan et enfin en Inde. Le voyage de noces se clôture par un séjour en Égypte et ce n'est finalement que le 6 avril 1936 que le couple rentre en Europe.

### Vie de famille
Le jeune couple s'installe d'abord à Paris puis à Cannes, où il apprend bientôt le déclenchement de la guerre civile espagnole. Le 30 juillet 1936, María de las Mercedes donne naissance à une fille, l'infante Pilar, et deux jours plus tard, don Juan part pour l'Espagne, avec la permission de son père, afin de s'engager dans le conflit, sans succès.
Dans les années qui suivent, la famille s'agrandit avec les naissances successives des infants Juan Carlos (1938), Margarita (1939) et Alfonso (1941). Le couple doit toutefois faire face à la cécité de Margarita et à la mort prématurée d'Alfonso, tué d'un coup de revolver à l'âge de 14 ans en 1956. Ces incidents constituent de grands coups durs pour don Juan et María de las Mercedes, qui demeurent en outre interdits de séjour en Espagne jusqu'à la fin de la dictature franquiste, en 1975.

## Invités notables

### Proches du marié
- Le roi Alphonse XIII, père du marié
  - Le duc et la duchesse de Ségovie, frère et belle-sœur du marié (témoin du marié)
  - Le prince et la princesse de Civitella-Cesi, beau-frère et sœur du marié
  - L'infante María Cristina, sœur du marié
- Le prince Ferdinand de Bavière[23], oncle du marié (témoin du marié)
  - L'infant Louis-Alphonse, cousin germain du marié
  - L'infant Joseph-Eugène et María de la Asunción de Messía y de Lesseps, cousin germain du marié et son épouse
  - L'infante María de las Mercedes, cousine germaine du marié
- Le marquis et la marquise de Carisbrook, oncle et tante du marié
  - Lady Iris Mountbatten, cousine germaine du marié

### Proches de la mariée

#### Maison de Bourbon-Siciles
- L'infant Charles et l'infante Louise, parents de la mariée
  - L'infant Alphonse, demi-frère aîné de la mariée (témoin de la mariée)
  - Le comte et la comtesse Zamoyski, demi-sœur de la mariée et son époux
  - Le prince Charles, frère de la mariée (témoin de la mariée)
  - La princesse María de los Dolores, sœur de la mariée
  - La princesse María de la Esperanza, sœur de la mariée
- La comtesse de Caserte, grand-mère de la mariée
- Le duc et la duchesse de Calabre, oncle et tante de la mariée
  - La princesse Marie-Antoinette, cousine germaine de la mariée
  - La princesse Marie-Christine, cousine germaine de la mariée
  - Le comte et la comtesse Stolberg-Wernigerode, cousine germaine de la mariée et son époux
  - La princesse Lucia Maria Raniera, cousine germaine de la mariée
- La princesse Marie-Josèphe, tante de la mariée
- Le prince Janvier, oncle de la mariée
- La prince Rénier, oncle de la mariée
- Le prince Philippe, oncle de la mariée
- Le prince Gabriel et la princesse Cecylia, oncle et tante de la mariée

#### Maison de Saxe
- Le prince et la princesse Jean-Georges de Saxe, oncle et tante de la mariée

#### Maison de Habsbourg-Toscane
- Le grand-duc et la grande-duchesse titulaires de Toscane, oncle et tante de la mariée
  - Le duc et la duchesse de Wurtemberg, cousine germaine de la mariée et son époux
  - L'archiduc Gottfried, cousin germain de la mariée
  - L'archiduc Georg, cousin germain de la mariée
  - L'archiduchesse Rose-Marie, cousine germaine de la mariée

#### Maison d'Orléans-Bragance
- Le prince impérial et la princesse impériale titulaires du Brésil, oncle et tante de la mariée
  - Le prince du Grão-Para, cousin germain de la mariée
  - La princesse Pia-Maria, cousine germaine de la mariée

#### Maison d'Orléans
- Le duc et la duchesse de Guise, oncle et tante de la mariée
- Le comte et la comtesse de Paris, cousine germaine de la mariée et son époux
- La reine douairière de Portugal, tante de la mariée
- La princesse Hélène, tante de la mariée
- Le prince et la princesse Murat, cousine germaine de la mariée et son époux
- Le prince et la princesse Christophe de Grèce, cousine germaine de la mariée et son époux
- La princesse Anne, cousine germaine de la mariée

#### Maison de Savoie
- Le duc d'Aoste, cousin germain de la mariée
- Le duc de Spolète, cousin germain de la mariée

## Parenté entre Juan et María de las Mercedes
|  |  |  |  |  |  |  |  |  |  |  |  |                                                               |                                                               |                                                                         |                                                                         |                                                                         |                                                                         |                                                                         |                                                                         | Charles III, Roi d'Espagne, de Naples et de Sicile       | Charles III, Roi d'Espagne, de Naples et de Sicile       | Charles III, Roi d'Espagne, de Naples et de Sicile       | Charles III, Roi d'Espagne, de Naples et de Sicile       | Charles III, Roi d'Espagne, de Naples et de Sicile       | Charles III, Roi d'Espagne, de Naples et de Sicile       |  |  | Marie-Amélie, Pcesse de Saxe et de Pologne            | Marie-Amélie, Pcesse de Saxe et de Pologne            | Marie-Amélie, Pcesse de Saxe et de Pologne            | Marie-Amélie, Pcesse de Saxe et de Pologne            | Marie-Amélie, Pcesse de Saxe et de Pologne            | Marie-Amélie, Pcesse de Saxe et de Pologne            |                                                                            |                                                                            |                                                                            |                                                                            |                                                                            |                                                                            |                           |                           |  |  |  |  |  |  |  |  |  |  |  |  |  |  |  |  |  |  |  |  |  |  |  |  |  |  |  |  |  |  |  |  |  |  |  |  |  |  |  |  |  |  |  |  |  |  |  |  |  |  |  |  |  |  |
|  |  |  |  |  |  |  |  |  |  |  |  |                                                               |                                                               |                                                                         |                                                                         |                                                                         |                                                                         |                                                                         |                                                                         | Charles III, Roi d'Espagne, de Naples et de Sicile       | Charles III, Roi d'Espagne, de Naples et de Sicile       | Charles III, Roi d'Espagne, de Naples et de Sicile       | Charles III, Roi d'Espagne, de Naples et de Sicile       | Charles III, Roi d'Espagne, de Naples et de Sicile       | Charles III, Roi d'Espagne, de Naples et de Sicile       |  |  | Marie-Amélie, Pcesse de Saxe et de Pologne            | Marie-Amélie, Pcesse de Saxe et de Pologne            | Marie-Amélie, Pcesse de Saxe et de Pologne            | Marie-Amélie, Pcesse de Saxe et de Pologne            | Marie-Amélie, Pcesse de Saxe et de Pologne            | Marie-Amélie, Pcesse de Saxe et de Pologne            |                                                                            |                                                                            |                                                                            |                                                                            |                                                                            |                                                                            |                           |                           |  |  |  |  |  |  |  |  |  |  |  |  |  |  |  |  |  |  |  |  |  |  |  |  |  |  |  |  |  |  |  |  |  |  |  |  |  |  |  |  |  |  |  |  |  |  |  |  |  |  |  |  |  |  |
|  |  |  |  |  |  |  |  |  |  |  |  |                                                               |                                                               |                                                                         |                                                                         |                                                                         |                                                                         |                                                                         |                                                                         |                                                          |                                                          |                                                          |                                                          |                                                          |                                                          |  |  |                                                       |                                                       |                                                       |                                                       |                                                       |                                                       |                                                                            |                                                                            |                                                                            |                                                                            |                                                                            |                                                                            |                           |                           |  |  |  |  |  |  |  |  |  |  |  |  |  |  |  |  |  |  |  |  |  |  |  |  |  |  |  |  |  |  |  |  |  |  |  |  |  |  |  |  |  |  |  |  |  |  |  |  |  |  |  |  |  |  |
|  |  |  |  |  |  |  |  |  |  |  |  |                                                               |                                                               |                                                                         |                                                                         |                                                                         |                                                                         |                                                                         |                                                                         |                                                          |                                                          |                                                          |                                                          |                                                          |                                                          |  |  |                                                       |                                                       |                                                       |                                                       |                                                       |                                                       |                                                                            |                                                                            |                                                                            |                                                                            |                                                                            |                                                                            |                           |                           |  |  |  |  |  |  |  |  |  |  |  |  |  |  |  |  |  |  |  |  |  |  |  |  |  |  |  |  |  |  |  |  |  |  |  |  |  |  |  |  |  |  |  |  |  |  |  |  |  |  |  |  |  |  |
|  |  |  |  |  |  |  |  |  |  |  |  |                                                               |                                                               | Charles IV, Roi d'Espagne ∞ Marie-Louise, Pcesse de Parme               | Charles IV, Roi d'Espagne ∞ Marie-Louise, Pcesse de Parme               | Charles IV, Roi d'Espagne ∞ Marie-Louise, Pcesse de Parme               | Charles IV, Roi d'Espagne ∞ Marie-Louise, Pcesse de Parme               | Charles IV, Roi d'Espagne ∞ Marie-Louise, Pcesse de Parme               | Charles IV, Roi d'Espagne ∞ Marie-Louise, Pcesse de Parme               |                                                          |                                                          |                                                          |                                                          |                                                          |                                                          |  |  |                                                       |                                                       |                                                       |                                                       |                                                       |                                                       | Ferdinand Ier, Roi des Deux-Siciles ∞ Marie-Caroline, Adsse d'Autriche     | Ferdinand Ier, Roi des Deux-Siciles ∞ Marie-Caroline, Adsse d'Autriche     | Ferdinand Ier, Roi des Deux-Siciles ∞ Marie-Caroline, Adsse d'Autriche     | Ferdinand Ier, Roi des Deux-Siciles ∞ Marie-Caroline, Adsse d'Autriche     | Ferdinand Ier, Roi des Deux-Siciles ∞ Marie-Caroline, Adsse d'Autriche     | Ferdinand Ier, Roi des Deux-Siciles ∞ Marie-Caroline, Adsse d'Autriche     |                           |                           |  |  |  |  |  |  |  |  |  |  |  |  |  |  |  |  |  |  |  |  |  |  |  |  |  |  |  |  |  |  |  |  |  |  |  |  |  |  |  |  |  |  |  |  |  |  |  |  |  |  |  |  |  |  |
|  |  |  |  |  |  |  |  |  |  |  |  |                                                               |                                                               | Charles IV, Roi d'Espagne ∞ Marie-Louise, Pcesse de Parme               | Charles IV, Roi d'Espagne ∞ Marie-Louise, Pcesse de Parme               | Charles IV, Roi d'Espagne ∞ Marie-Louise, Pcesse de Parme               | Charles IV, Roi d'Espagne ∞ Marie-Louise, Pcesse de Parme               | Charles IV, Roi d'Espagne ∞ Marie-Louise, Pcesse de Parme               | Charles IV, Roi d'Espagne ∞ Marie-Louise, Pcesse de Parme               |                                                          |                                                          |                                                          |                                                          |                                                          |                                                          |  |  |                                                       |                                                       |                                                       |                                                       |                                                       |                                                       | Ferdinand Ier, Roi des Deux-Siciles ∞ Marie-Caroline, Adsse d'Autriche     | Ferdinand Ier, Roi des Deux-Siciles ∞ Marie-Caroline, Adsse d'Autriche     | Ferdinand Ier, Roi des Deux-Siciles ∞ Marie-Caroline, Adsse d'Autriche     | Ferdinand Ier, Roi des Deux-Siciles ∞ Marie-Caroline, Adsse d'Autriche     | Ferdinand Ier, Roi des Deux-Siciles ∞ Marie-Caroline, Adsse d'Autriche     | Ferdinand Ier, Roi des Deux-Siciles ∞ Marie-Caroline, Adsse d'Autriche     |                           |                           |  |  |  |  |  |  |  |  |  |  |  |  |  |  |  |  |  |  |  |  |  |  |  |  |  |  |  |  |  |  |  |  |  |  |  |  |  |  |  |  |  |  |  |  |  |  |  |  |  |  |  |  |  |  |
|  |  |  |  |  |  |  |  |  |  |  |  |                                                               |                                                               | Ferdinand VII, Roi d'Espagne ∞ Marie-Christine, Pcesse des Deux-Siciles | Ferdinand VII, Roi d'Espagne ∞ Marie-Christine, Pcesse des Deux-Siciles | Ferdinand VII, Roi d'Espagne ∞ Marie-Christine, Pcesse des Deux-Siciles | Ferdinand VII, Roi d'Espagne ∞ Marie-Christine, Pcesse des Deux-Siciles | Ferdinand VII, Roi d'Espagne ∞ Marie-Christine, Pcesse des Deux-Siciles | Ferdinand VII, Roi d'Espagne ∞ Marie-Christine, Pcesse des Deux-Siciles |                                                          |                                                          |                                                          |                                                          |                                                          |                                                          |  |  |                                                       |                                                       |                                                       |                                                       |                                                       |                                                       | François Ier, Roi des Deux-Siciles ∞ Marie-Isabelle, Infante d'Espagne     | François Ier, Roi des Deux-Siciles ∞ Marie-Isabelle, Infante d'Espagne     | François Ier, Roi des Deux-Siciles ∞ Marie-Isabelle, Infante d'Espagne     | François Ier, Roi des Deux-Siciles ∞ Marie-Isabelle, Infante d'Espagne     | François Ier, Roi des Deux-Siciles ∞ Marie-Isabelle, Infante d'Espagne     | François Ier, Roi des Deux-Siciles ∞ Marie-Isabelle, Infante d'Espagne     |                           |                           |  |  |  |  |  |  |  |  |  |  |  |  |  |  |  |  |  |  |  |  |  |  |  |  |  |  |  |  |  |  |  |  |  |  |  |  |  |  |  |  |  |  |  |  |  |  |  |  |  |  |  |  |  |  |
|  |  |  |  |  |  |  |  |  |  |  |  |                                                               |                                                               | Ferdinand VII, Roi d'Espagne ∞ Marie-Christine, Pcesse des Deux-Siciles | Ferdinand VII, Roi d'Espagne ∞ Marie-Christine, Pcesse des Deux-Siciles | Ferdinand VII, Roi d'Espagne ∞ Marie-Christine, Pcesse des Deux-Siciles | Ferdinand VII, Roi d'Espagne ∞ Marie-Christine, Pcesse des Deux-Siciles | Ferdinand VII, Roi d'Espagne ∞ Marie-Christine, Pcesse des Deux-Siciles | Ferdinand VII, Roi d'Espagne ∞ Marie-Christine, Pcesse des Deux-Siciles |                                                          |                                                          |                                                          |                                                          |                                                          |                                                          |  |  |                                                       |                                                       |                                                       |                                                       |                                                       |                                                       | François Ier, Roi des Deux-Siciles ∞ Marie-Isabelle, Infante d'Espagne     | François Ier, Roi des Deux-Siciles ∞ Marie-Isabelle, Infante d'Espagne     | François Ier, Roi des Deux-Siciles ∞ Marie-Isabelle, Infante d'Espagne     | François Ier, Roi des Deux-Siciles ∞ Marie-Isabelle, Infante d'Espagne     | François Ier, Roi des Deux-Siciles ∞ Marie-Isabelle, Infante d'Espagne     | François Ier, Roi des Deux-Siciles ∞ Marie-Isabelle, Infante d'Espagne     |                           |                           |  |  |  |  |  |  |  |  |  |  |  |  |  |  |  |  |  |  |  |  |  |  |  |  |  |  |  |  |  |  |  |  |  |  |  |  |  |  |  |  |  |  |  |  |  |  |  |  |  |  |  |  |  |  |
|  |  |  |  |  |  |  |  |  |  |  |  |                                                               |                                                               | Isabelle II, Reine d'Espagne ∞ François d'Assise, Infant d'Espagne      | Isabelle II, Reine d'Espagne ∞ François d'Assise, Infant d'Espagne      | Isabelle II, Reine d'Espagne ∞ François d'Assise, Infant d'Espagne      | Isabelle II, Reine d'Espagne ∞ François d'Assise, Infant d'Espagne      | Isabelle II, Reine d'Espagne ∞ François d'Assise, Infant d'Espagne      | Isabelle II, Reine d'Espagne ∞ François d'Assise, Infant d'Espagne      |                                                          |                                                          |                                                          |                                                          |                                                          |                                                          |  |  |                                                       |                                                       |                                                       |                                                       |                                                       |                                                       | Ferdinand II, Roi des Deux-Siciles ∞ Marie-Thérèse, Adsse d'Autriche       | Ferdinand II, Roi des Deux-Siciles ∞ Marie-Thérèse, Adsse d'Autriche       | Ferdinand II, Roi des Deux-Siciles ∞ Marie-Thérèse, Adsse d'Autriche       | Ferdinand II, Roi des Deux-Siciles ∞ Marie-Thérèse, Adsse d'Autriche       | Ferdinand II, Roi des Deux-Siciles ∞ Marie-Thérèse, Adsse d'Autriche       | Ferdinand II, Roi des Deux-Siciles ∞ Marie-Thérèse, Adsse d'Autriche       |                           |                           |  |  |  |  |  |  |  |  |  |  |  |  |  |  |  |  |  |  |  |  |  |  |  |  |  |  |  |  |  |  |  |  |  |  |  |  |  |  |  |  |  |  |  |  |  |  |  |  |  |  |  |  |  |  |
|  |  |  |  |  |  |  |  |  |  |  |  |                                                               |                                                               | Isabelle II, Reine d'Espagne ∞ François d'Assise, Infant d'Espagne      | Isabelle II, Reine d'Espagne ∞ François d'Assise, Infant d'Espagne      | Isabelle II, Reine d'Espagne ∞ François d'Assise, Infant d'Espagne      | Isabelle II, Reine d'Espagne ∞ François d'Assise, Infant d'Espagne      | Isabelle II, Reine d'Espagne ∞ François d'Assise, Infant d'Espagne      | Isabelle II, Reine d'Espagne ∞ François d'Assise, Infant d'Espagne      |                                                          |                                                          |                                                          |                                                          |                                                          |                                                          |  |  |                                                       |                                                       |                                                       |                                                       |                                                       |                                                       | Ferdinand II, Roi des Deux-Siciles ∞ Marie-Thérèse, Adsse d'Autriche       | Ferdinand II, Roi des Deux-Siciles ∞ Marie-Thérèse, Adsse d'Autriche       | Ferdinand II, Roi des Deux-Siciles ∞ Marie-Thérèse, Adsse d'Autriche       | Ferdinand II, Roi des Deux-Siciles ∞ Marie-Thérèse, Adsse d'Autriche       | Ferdinand II, Roi des Deux-Siciles ∞ Marie-Thérèse, Adsse d'Autriche       | Ferdinand II, Roi des Deux-Siciles ∞ Marie-Thérèse, Adsse d'Autriche       |                           |                           |  |  |  |  |  |  |  |  |  |  |  |  |  |  |  |  |  |  |  |  |  |  |  |  |  |  |  |  |  |  |  |  |  |  |  |  |  |  |  |  |  |  |  |  |  |  |  |  |  |  |  |  |  |  |
|  |  |  |  |  |  |  |  |  |  |  |  |                                                               |                                                               | Alphonse XII, Roi d'Espagne ∞ Marie-Christine, Adsse d'Autriche         | Alphonse XII, Roi d'Espagne ∞ Marie-Christine, Adsse d'Autriche         | Alphonse XII, Roi d'Espagne ∞ Marie-Christine, Adsse d'Autriche         | Alphonse XII, Roi d'Espagne ∞ Marie-Christine, Adsse d'Autriche         | Alphonse XII, Roi d'Espagne ∞ Marie-Christine, Adsse d'Autriche         | Alphonse XII, Roi d'Espagne ∞ Marie-Christine, Adsse d'Autriche         |                                                          |                                                          |                                                          |                                                          |                                                          |                                                          |  |  |                                                       |                                                       |                                                       |                                                       |                                                       |                                                       | Alphonse, Pce des Deux-Siciles ∞ Marie-Antoinette, Pcesse des Deux-Siciles | Alphonse, Pce des Deux-Siciles ∞ Marie-Antoinette, Pcesse des Deux-Siciles | Alphonse, Pce des Deux-Siciles ∞ Marie-Antoinette, Pcesse des Deux-Siciles | Alphonse, Pce des Deux-Siciles ∞ Marie-Antoinette, Pcesse des Deux-Siciles | Alphonse, Pce des Deux-Siciles ∞ Marie-Antoinette, Pcesse des Deux-Siciles | Alphonse, Pce des Deux-Siciles ∞ Marie-Antoinette, Pcesse des Deux-Siciles |                           |                           |  |  |  |  |  |  |  |  |  |  |  |  |  |  |  |  |  |  |  |  |  |  |  |  |  |  |  |  |  |  |  |  |  |  |  |  |  |  |  |  |  |  |  |  |  |  |  |  |  |  |  |  |  |  |
|  |  |  |  |  |  |  |  |  |  |  |  |                                                               |                                                               | Alphonse XII, Roi d'Espagne ∞ Marie-Christine, Adsse d'Autriche         | Alphonse XII, Roi d'Espagne ∞ Marie-Christine, Adsse d'Autriche         | Alphonse XII, Roi d'Espagne ∞ Marie-Christine, Adsse d'Autriche         | Alphonse XII, Roi d'Espagne ∞ Marie-Christine, Adsse d'Autriche         | Alphonse XII, Roi d'Espagne ∞ Marie-Christine, Adsse d'Autriche         | Alphonse XII, Roi d'Espagne ∞ Marie-Christine, Adsse d'Autriche         |                                                          |                                                          |                                                          |                                                          |                                                          |                                                          |  |  |                                                       |                                                       |                                                       |                                                       |                                                       |                                                       | Alphonse, Pce des Deux-Siciles ∞ Marie-Antoinette, Pcesse des Deux-Siciles | Alphonse, Pce des Deux-Siciles ∞ Marie-Antoinette, Pcesse des Deux-Siciles | Alphonse, Pce des Deux-Siciles ∞ Marie-Antoinette, Pcesse des Deux-Siciles | Alphonse, Pce des Deux-Siciles ∞ Marie-Antoinette, Pcesse des Deux-Siciles | Alphonse, Pce des Deux-Siciles ∞ Marie-Antoinette, Pcesse des Deux-Siciles | Alphonse, Pce des Deux-Siciles ∞ Marie-Antoinette, Pcesse des Deux-Siciles |                           |                           |  |  |  |  |  |  |  |  |  |  |  |  |  |  |  |  |  |  |  |  |  |  |  |  |  |  |  |  |  |  |  |  |  |  |  |  |  |  |  |  |  |  |  |  |  |  |  |  |  |  |  |  |  |  |
|  |  |  |  |  |  |  |  |  |  |  |  |                                                               |                                                               | Alphonse XIII, Roi d'Espagne ∞ Victoire-Eugénie, Pcesse de Battenberg   | Alphonse XIII, Roi d'Espagne ∞ Victoire-Eugénie, Pcesse de Battenberg   | Alphonse XIII, Roi d'Espagne ∞ Victoire-Eugénie, Pcesse de Battenberg   | Alphonse XIII, Roi d'Espagne ∞ Victoire-Eugénie, Pcesse de Battenberg   | Alphonse XIII, Roi d'Espagne ∞ Victoire-Eugénie, Pcesse de Battenberg   | Alphonse XIII, Roi d'Espagne ∞ Victoire-Eugénie, Pcesse de Battenberg   |                                                          |                                                          |                                                          |                                                          |                                                          |                                                          |  |  |                                                       |                                                       |                                                       |                                                       |                                                       |                                                       | Charles, Pce des Deux-Siciles ∞ Louise, Pcesse d'Orléans                   | Charles, Pce des Deux-Siciles ∞ Louise, Pcesse d'Orléans                   | Charles, Pce des Deux-Siciles ∞ Louise, Pcesse d'Orléans                   | Charles, Pce des Deux-Siciles ∞ Louise, Pcesse d'Orléans                   | Charles, Pce des Deux-Siciles ∞ Louise, Pcesse d'Orléans                   | Charles, Pce des Deux-Siciles ∞ Louise, Pcesse d'Orléans                   |                           |                           |  |  |  |  |  |  |  |  |  |  |  |  |  |  |  |  |  |  |  |  |  |  |  |  |  |  |  |  |  |  |  |  |  |  |  |  |  |  |  |  |  |  |  |  |  |  |  |  |  |  |  |  |  |  |
|  |  |  |  |  |  |  |  |  |  |  |  |                                                               |                                                               | Alphonse XIII, Roi d'Espagne ∞ Victoire-Eugénie, Pcesse de Battenberg   | Alphonse XIII, Roi d'Espagne ∞ Victoire-Eugénie, Pcesse de Battenberg   | Alphonse XIII, Roi d'Espagne ∞ Victoire-Eugénie, Pcesse de Battenberg   | Alphonse XIII, Roi d'Espagne ∞ Victoire-Eugénie, Pcesse de Battenberg   | Alphonse XIII, Roi d'Espagne ∞ Victoire-Eugénie, Pcesse de Battenberg   | Alphonse XIII, Roi d'Espagne ∞ Victoire-Eugénie, Pcesse de Battenberg   |                                                          |                                                          |                                                          |                                                          |                                                          |                                                          |  |  |                                                       |                                                       |                                                       |                                                       |                                                       |                                                       | Charles, Pce des Deux-Siciles ∞ Louise, Pcesse d'Orléans                   | Charles, Pce des Deux-Siciles ∞ Louise, Pcesse d'Orléans                   | Charles, Pce des Deux-Siciles ∞ Louise, Pcesse d'Orléans                   | Charles, Pce des Deux-Siciles ∞ Louise, Pcesse d'Orléans                   | Charles, Pce des Deux-Siciles ∞ Louise, Pcesse d'Orléans                   | Charles, Pce des Deux-Siciles ∞ Louise, Pcesse d'Orléans                   |                           |                           |  |  |  |  |  |  |  |  |  |  |  |  |  |  |  |  |  |  |  |  |  |  |  |  |  |  |  |  |  |  |  |  |  |  |  |  |  |  |  |  |  |  |  |  |  |  |  |  |  |  |  |  |  |  |
|  |  |  |  |  |  |  |  |  |  |  |  |                                                               |                                                               |                                                                         |                                                                         |                                                                         |                                                                         |                                                                         |                                                                         |                                                          |                                                          |                                                          |                                                          |                                                          |                                                          |  |  |                                                       |                                                       |                                                       |                                                       |                                                       |                                                       |                                                                            |                                                                            |                                                                            |                                                                            |                                                                            |                                                                            |                           |                           |  |  |  |  |  |  |  |  |  |  |  |  |  |  |  |  |  |  |  |  |  |  |  |  |  |  |  |  |  |  |  |  |  |  |  |  |  |  |  |  |  |  |  |  |  |  |  |  |  |  |  |  |  |  |
|  |  |  |  |  |  |  |  |  |  |  |  |                                                               |                                                               |                                                                         |                                                                         |                                                                         |                                                                         |                                                                         |                                                                         | Juan, Cte de Barcelone                                   | Juan, Cte de Barcelone                                   | Juan, Cte de Barcelone                                   | Juan, Cte de Barcelone                                   | Juan, Cte de Barcelone                                   | Juan, Cte de Barcelone                                   |  |  | María de las Mercedes, Pcesse des Deux-Siciles        | María de las Mercedes, Pcesse des Deux-Siciles        | María de las Mercedes, Pcesse des Deux-Siciles        | María de las Mercedes, Pcesse des Deux-Siciles        | María de las Mercedes, Pcesse des Deux-Siciles        | María de las Mercedes, Pcesse des Deux-Siciles        |                                                                            |                                                                            |                                                                            |                                                                            |                                                                            |                                                                            |                           |                           |  |  |  |  |  |  |  |  |  |  |  |  |  |  |  |  |  |  |  |  |  |  |  |  |  |  |  |  |  |  |  |  |  |  |  |  |  |  |  |  |  |  |  |  |  |  |  |  |  |  |  |  |  |  |
|  |  |  |  |  |  |  |  |  |  |  |  |                                                               |                                                               |                                                                         |                                                                         |                                                                         |                                                                         |                                                                         |                                                                         | Juan, Cte de Barcelone                                   | Juan, Cte de Barcelone                                   | Juan, Cte de Barcelone                                   | Juan, Cte de Barcelone                                   | Juan, Cte de Barcelone                                   | Juan, Cte de Barcelone                                   |  |  | María de las Mercedes, Pcesse des Deux-Siciles        | María de las Mercedes, Pcesse des Deux-Siciles        | María de las Mercedes, Pcesse des Deux-Siciles        | María de las Mercedes, Pcesse des Deux-Siciles        | María de las Mercedes, Pcesse des Deux-Siciles        | María de las Mercedes, Pcesse des Deux-Siciles        |                                                                            |                                                                            |                                                                            |                                                                            |                                                                            |                                                                            |                           |                           |  |  |  |  |  |  |  |  |  |  |  |  |  |  |  |  |  |  |  |  |  |  |  |  |  |  |  |  |  |  |  |  |  |  |  |  |  |  |  |  |  |  |  |  |  |  |  |  |  |  |  |  |  |  |
|  |  |  |  |  |  |  |  |  |  |  |  |                                                               |                                                               |                                                                         |                                                                         |                                                                         |                                                                         |                                                                         |                                                                         |                                                          |                                                          |                                                          |                                                          |                                                          |                                                          |  |  |                                                       |                                                       |                                                       |                                                       |                                                       |                                                       |                                                                            |                                                                            |                                                                            |                                                                            |                                                                            |                                                                            |                           |                           |  |  |  |  |  |  |  |  |  |  |  |  |  |  |  |  |  |  |  |  |  |  |  |  |  |  |  |  |  |  |  |  |  |  |  |  |  |  |  |  |  |  |  |  |  |  |  |  |  |  |  |  |  |  |
|  |  |  |  |  |  |  |  |  |  |  |  |                                                               |                                                               |                                                                         |                                                                         |                                                                         |                                                                         |                                                                         |                                                                         |                                                          |                                                          |                                                          |                                                          |                                                          |                                                          |  |  |                                                       |                                                       |                                                       |                                                       |                                                       |                                                       |                                                                            |                                                                            |                                                                            |                                                                            |                                                                            |                                                                            |                           |                           |  |  |  |  |  |  |  |  |  |  |  |  |  |  |  |  |  |  |  |  |  |  |  |  |  |  |  |  |  |  |  |  |  |  |  |  |  |  |  |  |  |  |  |  |  |  |  |  |  |  |  |  |  |  |
|  |  |  |  |  |  |  |  |  |  |  |  | María del Pilar, Dsse de Badajoz ∞ Luis (es), Vte de la Torre | María del Pilar, Dsse de Badajoz ∞ Luis (es), Vte de la Torre | María del Pilar, Dsse de Badajoz ∞ Luis (es), Vte de la Torre           | María del Pilar, Dsse de Badajoz ∞ Luis (es), Vte de la Torre           | María del Pilar, Dsse de Badajoz ∞ Luis (es), Vte de la Torre           | María del Pilar, Dsse de Badajoz ∞ Luis (es), Vte de la Torre           |                                                                         |                                                                         | Juan Carlos Ier, Roi d'Espagne ∞ Sophie, Pcesse de Grèce | Juan Carlos Ier, Roi d'Espagne ∞ Sophie, Pcesse de Grèce | Juan Carlos Ier, Roi d'Espagne ∞ Sophie, Pcesse de Grèce | Juan Carlos Ier, Roi d'Espagne ∞ Sophie, Pcesse de Grèce | Juan Carlos Ier, Roi d'Espagne ∞ Sophie, Pcesse de Grèce | Juan Carlos Ier, Roi d'Espagne ∞ Sophie, Pcesse de Grèce |  |  | Margarita, Dsse de Soria et d'Hernani ∞ Carlos Zurita | Margarita, Dsse de Soria et d'Hernani ∞ Carlos Zurita | Margarita, Dsse de Soria et d'Hernani ∞ Carlos Zurita | Margarita, Dsse de Soria et d'Hernani ∞ Carlos Zurita | Margarita, Dsse de Soria et d'Hernani ∞ Carlos Zurita | Margarita, Dsse de Soria et d'Hernani ∞ Carlos Zurita |                                                                            |                                                                            | Alfonso, Infant d'Espagne                                                  | Alfonso, Infant d'Espagne                                                  | Alfonso, Infant d'Espagne                                                  | Alfonso, Infant d'Espagne                                                  | Alfonso, Infant d'Espagne | Alfonso, Infant d'Espagne |  |  |  |  |  |  |  |  |  |  |  |  |  |  |  |  |  |  |  |  |  |  |  |  |  |  |  |  |  |  |  |  |  |  |  |  |  |  |  |  |  |  |  |  |  |  |  |  |  |  |  |  |  |  |

### Sur le mariage
- (es) Ramón Martínez de la Riva, Bodas Reales : Don Juan de Borbón, Dña. Ma. de las Mercedes, Roma 1935, Madrid, Librería General de Victoriano Suárez, 1935, 297 p. (OCLC 977968189).

### Biographies du marié
- (es) José García Abad, Don Juan, náufrago de su destino : El retrato más íntimo y personal del padre del rey, Madrid, La Esfera de los Libros, 2012, 301 p. (ISBN 8499703518).
- (es) Luis Suárez, Don Juan : La defensa de la legitimidad, Barcelone, Ariel, 2007, 608 p. (ISBN 8434452308).